# Bulgarian Rhapsody
Bulgarian Rhapsody é um filme de drama búlgaro de 2014 dirigido e escrito por Ivan Nitchev. Foi selecionado como representante da Bulgária à edição do Oscar 2015, organizada pela Academia de Artes e Ciências Cinematográficas.

## Elenco
- Stefan Popov - Giogio
- Kristiyan Makarov - Moni
- Anjela Nedyalkova - Shelli
- Moni Moshonov - Moiz
- Stoyan Aleksiev - Abraham
- Alex Ansky - Albert
- Tatyana Lolova - Fortune
- Dimitar Ratchkov - Ivan Georgiev